# Tweebandgrasmineermot
De tweebandgrasmineermot (Elachista bifasciella) is een vlinder uit de familie grasmineermotten (Elachistidae). De wetenschappelijke naam is voor het eerst geldig gepubliceerd in 1833 door Treitschke.
De soort komt voor in Europa.